# 탕옌
탕옌(중국어: 唐嫣, 병음: Táng Yān, 한자음: 당언, 1983년 12월 6일~)은 중화인민공화국의 배우이다. 상하이시 출신으로, 티퍼니 탕(영어: Tiffany Tang)이라는 영어 이름으로도 알려져 있다.

## 이력
탕옌은 1983년 상하이시 나시가지에서 태어났다.아버지는 행정직원이고 어머니는 외국계 기업의 사무직이여 가정교육이 매우 엄격하다. 중학교 졸업후 탕옌은 상하이시 상업 직업기술학교 공중승무 전공에 진학하였다.그때 탕옌의 꿈은 승무원이었다. 그러나 한 차례 신체검사의 오검으로 상항항공반에 진학할 자격은 잃었다.
2001년 여름 방학 때 탕옌은 우연히 제3회 슈네지스타 전국 미인대회에 참가하여 뜻밖의 상하이 경기구 지군과 전국 우승자가 되었다. 2002년 곧 졸업하는 탕옌은 우수한 성적으로 중앙 연극 대학 연기과에 들어가 연기의 길을 걸었다.

## 출연작
| 연도 | 제목                      | 원제               | 배역         | 비고      |
| ---- | ------------------------- | ------------------ | ------------ | --------- |
| 2009 | 풍운 2                    | 风云II             | 초초         |           |
| 2015 | 구층요탑                  | 九层妖塔           | 차오웨이웨이 |           |
| 2016 | 메이메이 쇼핑몰의 기적    | 梦想合伙人         | 구차오인     |           |
| 2016 | 바운티 헌터스             | 赏金猎人           | 캣           |           |
| 2016 | 서유기 3: 월광보합 리턴즈 | 大话西游终结篇     | 자하         |           |
| 2016 | 미스터 쉐프               | 壞姐姐之拆婚聯盟   |              |           |
| 2017 | 결전식신                  | 锋味江湖之决战食神 | 하이단웨이   |           |
| 2017 | 삼체                      | 三体               | 쿤위페이     | 제작 중단 |
| 2017 | 구주공략                  | 欧洲攻略           | 미스 왕      |           |

### 텔레비전 드라마
| 연도 | 제목            | 원제         | 배역   | 비고 |
| ---- | --------------- | ------------ | ------ | ---- |
| 2009 | 선검기협전 3    | 仙劍奇俠傳三 | 자훤   |      |
| 2014 | 금옥량연        | 金玉良缘     | 옥기린 |      |
| 2014 | 격자간여인      | 格子間女人   | 담빈   |      |
| 2015 | 다이아몬드 러버 | 克拉恋人     | 미타   |      |
| 2016 | 금수미앙        | 锦绣未央     | 이미앙 |      |
| 2018 | 귀거래          | 归去来       | 소청   |      |